# Alžběta Pezoldová
Alžběta Pezoldová, rozená Schwarzenbergová, (německy Elisabeth Pezold, celým jménem Elizabeth Regina Schwarzenberg provdaná von Pezold; * 1. října 1947 Vídeň) je jediná dcera Jindřicha ze Schwarzenbergu, titulárně 16. a posledního vévody krumlovského ze schwarzenberské primogenitury, nevlastní sestra Karla Schwarzenberga.

## Životopis
Vyrůstala se svými rodiči v Gusterheimu u Pölsu ve Štýrsku. V Pölsu navštěvovala obecnou školu. Poté se se svými rodiči přestěhovala do schwarzenberského paláce ve Vídni, aby mohla navštěvovat gymnázium klášterní školy Sacre Coeur ve Vídni. Studovala historii umění a archeologii na univerzitě ve Freiburgu v Breisgau. Později pokračovala ve studiu v Bonnu a Mnichově. Dne 31. května 1970 se Elisabeth v Gusterheimu vdala za právníka Rüdigera von Pezold (1941). Poté se manželský pár přestěhoval do Mnichova. V roce 1971 se jim narodila dcera Anna, kterou v příštích dvanácti letech následovala Juliane (1974) a pět synů – Jindřich (1972), Georg Philipp (1975), Felix (1978), Johann (1978) a Adam (1982), který od roku 2009 žije v Praze.
Po narození Anny se rodina vrátila do Gusterheimu. Zde Pezoldovi restrukturalizovali své zemědělské a lesnické aktivity s důrazem na ekologické lesnictví. V roce 1988 se svým manželem zakoupila farmu Forrester Estate v Zimbabwe.
Má české, rakouské, německé a švýcarské státní občanství.

## Dědická řízení a restituce
Alžběta Pezoldová se od 90. let 20. století snaží dosáhnout navrácení rodového majetku hlubocké větve Schwarzenbergů, který byl zestátněn na základě zákona Lex Schwarzenberg z roku 1947. Vedla rovněž soudní spory se svým adoptivním bratrem Karlem Schwarzenbergem, a to jak v Česku, tak v Rakousku. Její otec Jindřích Schwarzenberg odkázal tři čtvrtiny majetku hlubocké větve Schwarzenbergů svému adoptivnímu synovi Karlu Schwarzenbergovi a jednu čtvrtinu své biologické dceři Alžbětě. Součástí jeho poslední vůle byl i příkaz dědicům, aby udělali vše, co bude v jejich silách, aby získali zpět majetek vyvlastněný v Československu po druhé světové válce. Alžběta ve sporech s Karlem Schwarzenbergem tvrdila, že nedodržel poslední vůli jejího otce, když neusiloval o navrácení rodového majetku hlubocké větve v restitucích, čímž pozbyl dědické právo.